# Wankhede Stadium
Das Wankhede Stadium ist ein Cricket-Stadion in der indischen Stadt Mumbai, Hauptstadt des Bundesstaates Maharashtra. Der Name des Stadions geht auf den ehemaligen Präsidenten des indischen Cricketverbandes (BCCI) und Politiker S. K. Wankhede zurück. Es wurde 1974 fertiggestellt und war u. a. als Austragungsort des Finales des Cricket World Cups 2011. Auch wird es von Mumbai Indians, ein Franchise in nationalen Twenty20-Wettbewerb Indian Premier League als Heimspielstätte genutzt.

## Kapazität und Infrastruktur
Die Spielstätte hatte nach der Errichtung eine Kapazität von etwa 45.000 Zuschauern. Nach dem Umbau für den Cricket World Cup im Jahr 2011 sank das Fassungsvermögen auf 33.317 Zuschauer. Die Ends heißen Garware Pavilion End und Tata End.

## Verwendung in der IPL
In der Indian Premier League dient es als Heimstadion der Mumbai Indians. Dabei musste es sich diesen Status in der Premierensaison mit dem DY Patil Stadium im Vorort Navi Mumbai teilen. Außerdem wurden die beiden Halbfinalspiele in dieser Saison hier ausgetragen. In den folgenden zwei Jahren wurde das Stadion im Hinblick auf den Cricket World Cup 2011 renoviert, so dass es erst ab der vierten Saison 2011 wieder als Heimstadion dienen kann. Dort finden außerdem zwei weitere Spiele in den Playoffs in diesem Stadion statt.

## Internationales Cricket
Im internationalen Cricket steht das Stadion, das der Mumbai Cricket Association gehört in Konkurrenz zu dem ebenfalls in Mumbai befindlichen Brabourne Stadium, das im Besitz des Cricket Club of India ist. Bei den Cricket World Cups wurde es mehrmals genutzt. Beim Cricket World Cup 1987 war es ein Vorrundenspiel und ein Halbfinale, beim Cricket World Cup 1996 ein Vorrundenspiel und beim Cricket World Cup 2011 zwei Vorrundenspiele und das Finale. Ebenso wurden hier Partien bei der ICC World Twenty20 2016 und der parallelen ICC Women’s World Twenty20 2016 ausgetragen und auch beim Cricket World Cup 2023 fanden in dem Stadion Spiele statt.